# Сагиттариды

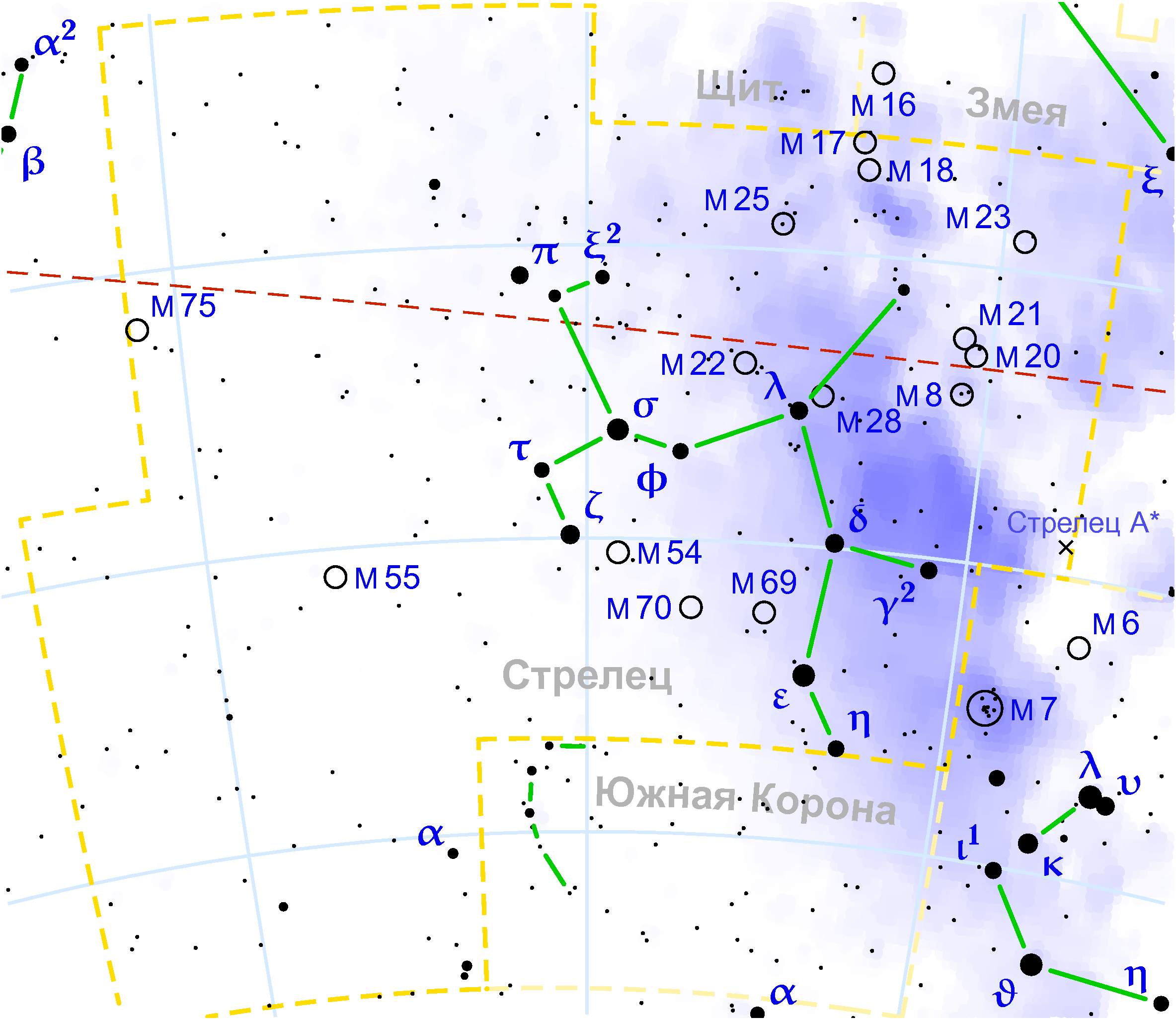
Карта созвездия Стрельца на русском языке. Сделана с помощью программ PP3, Miktex 2.5, GhostScript и Gimp

Сагиттариды (лат. Sagittariids) — предположительный метеорный поток из созвездия Стрельца с пиком около 11 июня. Поток очень слаб, из-за чего долгое время не было доказательств его существования и поток не включали в каталоги.
Поток был обнаружен в 1957—1958 году исследователями из университета Аделаиды, радиант при этом был указан как α = 307°, δ = −35° в 1957 году и α = 301°, δ = −36° в 1958 году, продолжительность — как 5 дней, поток — примерно 30 метеоров в час.
В 1968—1969 годах поток был исследован с помощью более чувствительного телескопа, установленного в том же университете Аделаиды. Было замечены всего 4 метеора, радиант был определён как α = 297°, δ = −34°.
В 1980 году поток был замечен Western Australia Meteor Section с пиком 11 июня, зенитным часовым числом 1.5 и радиантом α = 305°, δ = −36°.
Данные Million Meteors in the IMO Video Meteor Database также включают возможные следы данного метеорного потока 9-12 июня.